# کاندریان
کاندریان (به انگلیسی: Kandrian) یکی از روستاهای استان بریتانیای نو غربی، واقع در کشور پاپوآ گینه نو است.